# Wilhelm Caspari (Onkologe)
Wilhelm Caspari (* 4. Februar 1872 in Berlin; † 21. Januar 1944 im Getto Litzmannstadt (poln. Łódź)) war ein deutscher Krebsforscher, der Opfer des Holocausts wurde.

## Herkunft und Laufbahn

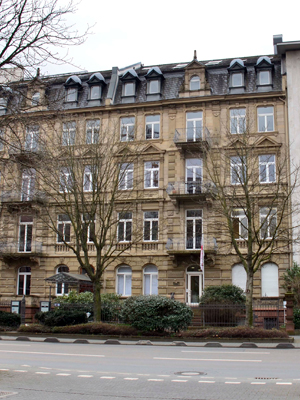
Wohnhaus der Familie Caspari in der Bockenheimer Landstraße 99 in Frankfurt

Caspari entstammte einer Kaufmannsfamilie, sein Vater war protestantisch, die Mutter mosaischen Glaubens. Er selbst war ursprünglich mosaischer Konfession und ließ sich 1899 evangelisch taufen. Caspari erlangte 1890 die Reife am Königlichen Wilhelms-Gymnasium in Berlin. Er studierte Medizin an den Universitäten Freiburg und Berlin, absolvierte 1895 das ärztliche Staatsexamen und wurde im selben Jahr in Berlin mit der Dissertation „Über chronische Oxalsäure-Vergiftung“ zum Dr. med. promoviert. 1902 habilitierte er sich an der Königlich Landwirtschaftlichen Hochschule Berlin und war zunächst Assistent bei Nathan Zuntz am Tierphysiologischen Institut der Landwirtschaftlichen Hochschule Berlin. 1902 wurde er Privatdozent, erhielt 1906 einen Lehrauftrag für Ernährungsphysiologie und schließlich 1908 den Titel Professor. 1909 wurde er an der Landwirtschaftlichen Hochschule Berlin zum Abteilungsvorsteher ernannt. Von 1914 bis 1918 leistete er während des Ersten Weltkrieges Kriegsdienst und wurde danach Mitglied des Instituts für experimentelle Therapie in Frankfurt am Main, dem Vorläufer des Paul-Ehrlich-Instituts, und leitete dort seit 1920 die Abteilung für Krebsforschung. Er war einer der bekanntesten deutschen Krebsforscher und hinterließ ein umfangreiches Werk auf dem Gebiet der Krebsforschung mit den Schwerpunkten Chemotherapie, Ernährungsphysiologie, Strahlenwirkung und Immunitätsverhältnisse.
Caspari war seit 1907 mit Gertrud Gerschel (* 1884 in Berlin; † September 1942 im Vernichtungslager Kulmhof/Chelmno), einer Tochter des Fabrikanten und Politikers Hugo Gerschel, verheiratet. Aus der Ehe sind die vier Kinder hervorgegangen: Ernst Wolfgang Caspari (1909–1988), Friedrich (Fred, * 1911), Irene (1915–1976) und Max Eduard (1923–2001). Die Familie lebte bis zur Machtergreifung in der Bockenheimer Landstraße 99. Diese Wohnung musste sie räumen und in eine andere Westend-Wohnung umziehen. Anfang Oktober 1941 mussten Wilhelm und Gertrud Caspari in ein sogenanntes Judenhaus ziehen.

## Verfolgung während der Zeit des Nationalsozialismus
Wilhelm Caspari genoss als Soldat im Ersten Weltkrieg das Frontkämpferprivileg und wurde deshalb nicht bereits 1933 von den Nazis aus seinen Ämtern entfernt. Nach dem Inkrafttreten des Reichsbürgergesetzes im September 1935 wurde er dann aber am 15. Oktober 1935 beurlaubt und kurz darauf zum 31. Dezember zwangsweise in den Ruhestand versetzt. Während die Kinder Ernst (zunächst in die Türkei) und Irene (nach Großbritannien) bereits 1935 in die Emigration gingen, blieb die restliche Familie in Frankfurt. Noch Mitte 1937 besuchte Caspari seinen Sohn Ernst und den aus Frankfurt mit ihm befreundeten Friedrich Dessauer in Istanbul, kehrte aber nach dem Urlaub nach Deutschland zurück. 1938 emigrierten dann die Kinder Friedrich (in die USA) und Max (nach England). Der inzwischen in den USA lebende Ernst hatte sich dort um Visa für seine Eltern bemüht, „scheiterte aber an der Bürokratie und den Kriegsereignissen. Die Einreisedokumente erreichten Frankfurt zwei Tage zu spät.“
Wilhelm und Gertrud Caspari mussten vor ihrer Deportation, wie oben schon erwähnt, noch in ein Judenhaus ziehen. Von hier aus wurden sie zusammen im Zuge der ersten großen Deportation aus Frankfurt am 19. Oktober 1941 ins Getto Litzmannstadt deportiert. Wilhelm Caspari wurde aufgrund seiner Berühmtheit im Getto privilegiert behandelt und durfte im Viertel Marysin eine relativ gute Wohnung beziehen. „[I]m Labor eines Getto-Krankenhauses [ging er] seinen Forschungen nach. Zudem hielt er Vorträge über den Zusammenhang der Ernährung mit den im Getto verbreiteten Krankheiten. Später erstellte Caspari in der Statistischen Abteilung Tabellen und Graphiken über die Sterblichkeit im Getto.“ Auf einer Webseite des USHMM (siehe Weblinks) wird behauptet, Caspari habe diese Vergünstigungen Chaim Rumkowski zu verdanken gehabt, dem Vorsitzender des Judenrates im Ghetto.
Wilhelm Caspari starb am 21. Januar 1944 an den Folgen einer Lungenentzündung und wurde auf dem alten jüdischen Friedhof in Lodz beigesetzt. Gertrud Caspari war bereits im September 1942 zusammen mit tausenden von Kindern, Alten und Kranken in das Vernichtungslager Kulmhof (Chelmno) deportiert und dort umgebracht worden. An beide erinnert eine von Angehörigen und Freunden gestiftete Gedenktafel an der Friedhofsmauer von Lodz.

## Stolpersteine
Am 23. Juni 2014 wurden vor dem Frankfurter Georg-Speyer-Haus in der Paul-Ehrlich-Str 42 fünf Stolpersteine für verfolgte jüdische Wissenschaftler des Georg-Speyer-Hauses und des Paul-Ehrlich-Instituts verlegt, darunter auch für Wilhelm Caspari. Die anderen vier waren:
- Erwin Stilling[9]
- Eduard Strauss
- Hugo Bauer[9]
- Ferdinand Blum

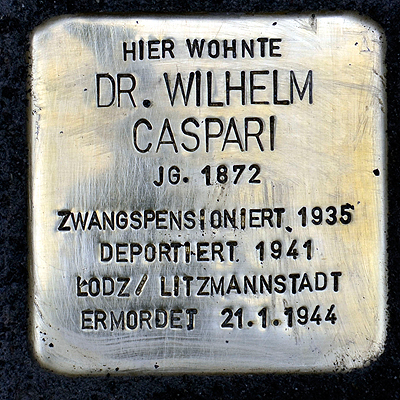
Stolperstein für Wilhelm Caspari
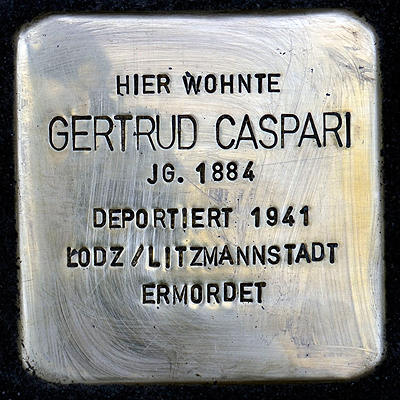
Stolperstein für Erwin Stilling
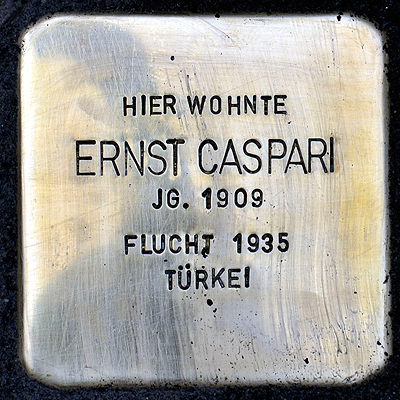
Stolperstein für Eduard Strauss
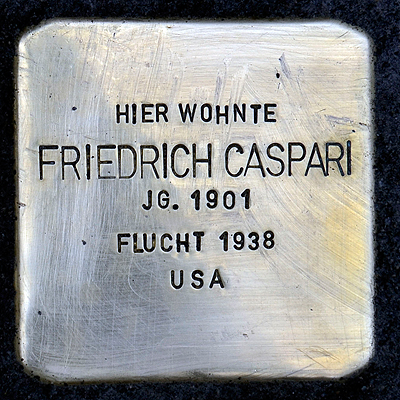
Stolperstein für Friedrich (Fred) Caspari
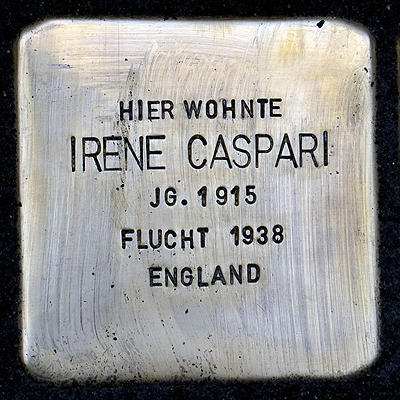
Stolperstein für Hugo Bauer
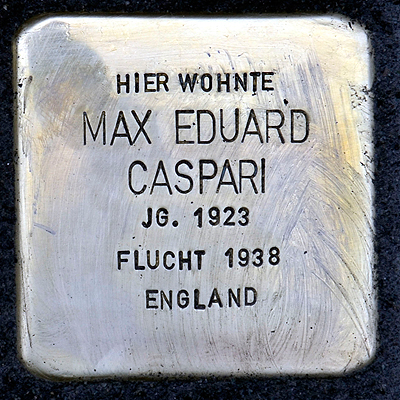
Stolperstein für Ferdinand Blum

Anlässlich des 100. Geburtstags der Goethe-Universität fand am 17. Oktober 2014 eine weitere Stolpersteinverlegung vor dem ehemaligen Wohnhaus der Familie Caspari in der Bockenheimer Landstraße 99 statt, mit der an alle Mitglieder der Familie erinnert wird.

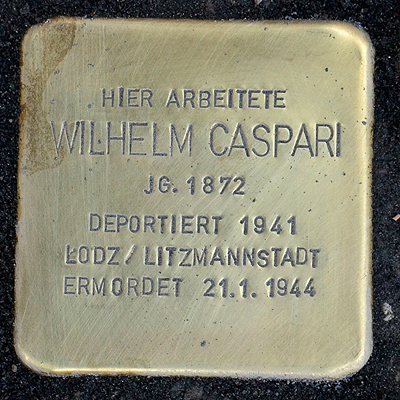
Stolperstein für Wilhelm Caspari
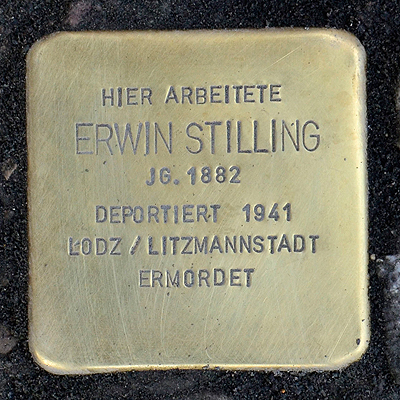
Stolperstein für Gertrud Caspari
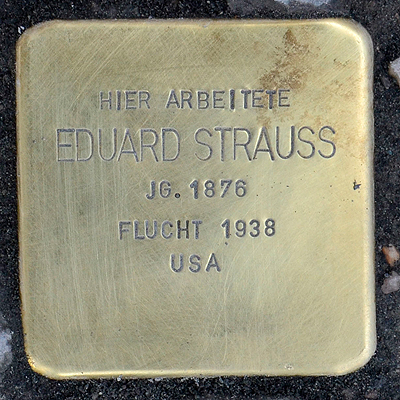
Stolperstein für Ernst Caspari
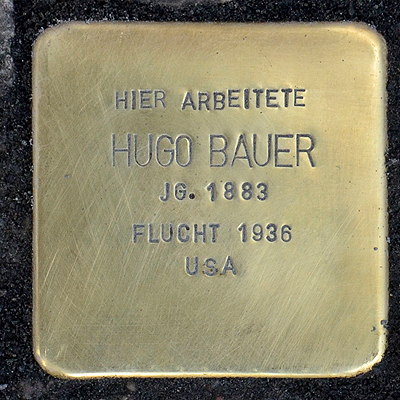
Stolperstein für Friedrich (Fred) Caspari
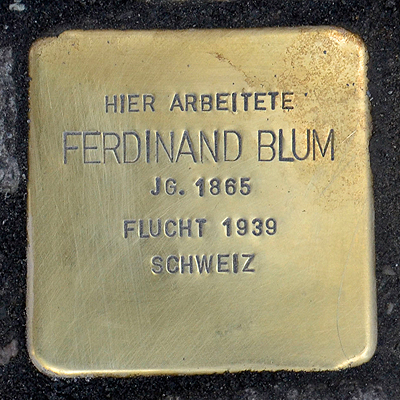
Stolperstein für Irene Caspari
- Stolperstein für Max Eduard Caspari